# 重富奎子
重富 奎子 （しげとみ けいこ、1952年12月14日 - ）は、日本の漫画家。福岡県出身。戸籍上の本名は重富恵子。女性。代表作に「あくたれエッセイ」・「やって野郎じゃん」・「アイムソーリー」などがある。

## 来歴
神戸の成徳学園高校（現在の神戸龍谷高等学校）卒業後、一時期、保険会社に就職したが、「光の中に…」で週刊マーガレット漫画新人賞を受賞し、1974年1月10日臨時増刊号でデビュー。しばらく『マーガレット』誌に作品を発表するが、1977年頃、小学館の『プチセブン』・『プチコミック』誌に移り、「あくたれエッセイ」・「アイムソーリー」などを連載している。

## 作品リスト
連載作品／同名単行本
- はーい、フレッシュさん 週刊マーガレット1975年10月26日号 - 1975年11月23日号（全5回）、マーガレットレインボーコミックス（集英社）
- シモーヌの詩 セブンコミックス（小学館）
- あくたれエッセイ プチセブン1978年1号 - 22号 セブンコミックス（小学館）全3巻
- ハローニューヨーカー プチセブン1979年11号 - 21号　別冊エース・ファイブ・コミックス（松文館）全2巻
- やって野郎じゃん プチセブン1980年1号 - 22号 フラワーコミックス（小学館）全4巻
- アイムソーリー  プチコミック1981年4月号 - 1983年2月号、1983年4月号 - 6月号 フラワーコミックス（小学館）全8巻

その他の作品
- 光の中に… 週刊マーガレット1974年1月10日臨時増刊号
- あなたをひとりじめ! 週刊マーガレット1974年8月30日臨時増刊号
- これが女ぞ！! 週刊マーガレット1974年11月10日号 - 12月8日号（全5回）
- 記憶ゲーム 週刊マーガレット1975年2月23日号
- お砂糖はふたあつ 週刊マーガレット1975年3月30日号
- お先にいただき！ 週刊マーガレット1975年7月27日号 - 1975年9月7日号（全7回）
- 霧の国の伝説 週刊マーガレット1976年2月15日号
- 恋するプラネット 週刊マーガレット1976年6月13日号
- スワニー・ブルース（初出不明）
- セント・ポーリア（初出不明）
- ジュディのルーム・メイト プチコミック1977年9月号（夏の号）
- かわいそうなフリー・ギャラガーくん プチコミック1977年11月号（秋の号）
- 探偵学入門 プチコミック1978年12月号
- うらめしや プチコミック1979年5月号
- とにかく私は名探偵 プチコミック1981年1月号
- はうまっち？ プチセブン1983年1月14日増刊号
- メリー・ゴー・ラウンド プチコミック1984年9月号 - 10月号
- 浪漫ス劇場 プチコミック1984年12月号
- 朝吹先生の秘密 プチコミック1985年2月号
- 銀灰色の夢 プチコミック1985年4月号
- ミステリアス プチコミック1985年8月号
- パールにシルクにハイヒール プチコミック1985年10月号
- ジャスト・モーメント　プチコミック1985年12月号
- わがままな空間 プチプチ1985年春の号
- ようこそ茶浪夢 プチプチ1985年初夏の号
- 木更津のお銀 ミステリーLa-comic1985年4月号（笠倉出版）
- DIEビング・レッスン プチコミック1986年4月号
- 夏は絹 プチコミック1986年7月号
- 冬雲 SERIE1986年12月号（白泉社）
- 灯影 SERIE1987年2月号
- 浪漫ス倶楽部 SERIE1987年4月号
- 木漏れ日 SERIE1987年8月号
- 13時にはセレモニー ラビアン ミステリー＆サスペンス1987年4月号（笠倉出版）